# Оркестр недоумков
«Оркестр недоумков», или «Оркестр недотёп» (c 2018 года) (англ. Band Geeks) — 35-я серия американского мультсериала «Губка Боб Квадратные Штаны». Данный эпизод был создан в 2000 году и показан 7 сентября 2001 года на телеканале «Nickelodeon» в США.

## Сюжет
Одним днём Сквидварду звонит его бывший одноклассник и соперник Сквилльям Фенсисон, который сообщает Сквидварду, что он — руководитель оркестра для «Bubble Bowl», но не сможет там присутствовать. Он даёт Сквидварду двусмысленное предложение заменить его, справедливо подозревая, что у Сквидварда нет своего оркестра. Однако Сквидвард демонстративно настаивает на том, что у него есть оркестр, и принимает предложение, после чего расклеивает листовки по всему Бикини-Боттому, ища людей, которые присоединятся к его оркестру.
В первый же вечер репетиций Сквидвард приносит взятые напрокат инструменты в тренировочный зал, заполненный горожанами, среди которых Губка Боб, Патрик, мистер Крабс, Сэнди, миссис Пафф, лобстер Ларри. Обнаружив, что ни один из его потенциальных коллег по оркестру не имеет никакого предыдущего музыкального опыта, Сквидвард учит их основам. Однако первый день выступления заканчивается не очень хорошо, так как Сэнди избивает Патрика и просовывает его туловище с головой в отверстие тромбона после того, как последний по глупости пнул её ногой. На второй день ситуация не улучшается: во время практики марша по улице два вращателя флагов погибают, когда они по просьбе Сквидварда начали крутить свои флаги слишком быстро, заставляя их взлететь в воздух и врезаться в дирижабль. На третий день Сквидвард проверяет соло Планктона на губной гармошке, в ходе чего Планктон падает от усталости из-за беготни направо и налево между отверстиями, так как губная гармошка намного больше его по размеру. На четвёртый и последний день репетиции Сквидвард говорит, что никто из группы не улучшил музыкальные навыки, но предлагает всем играть громко, чтобы они были хороши. Они воспринимают эту задумку слишком буквально, поскольку играют так громко и плохо, что окна разбиваются, а лицо Сквидварда искажается до неузнаваемости, что заставляет его изменить план игры на чрезвычайно тихую, чтобы никто их не услышал. Затем участники группы начинают оскорблять друг друга, и, несмотря на то, что Сквидвард пытается подавить растущее напряжение, вспыхивает массовая драка. Однако, когда часы бьют 10 часов вечера, борьба резко заканчивается, и все начинают расходиться по домам, но Сквидвард останавливает их у входа и выражает своё разочарование тем, что они не продвинулись вперёд и не восприняли его мечту всерьёз. После того, как Сквидвард ушёл в отчаянии, Губка Боб просит горожан подумать обо всех случаях, когда Сквидвард приходил к ним. Группа достаточно убеждается в том, чтобы сделать ещё одну попытку в репетиции ради Сквидварда, с Губкой Бобом, взявшим на себя роль тренера.
Наступает день выступления, и Сквидвард готовится совершить отмену выступления своего оркестра, но в ужасе видит Сквилльяма, ожидающего его у входа в «Bubble Bowl». Сквидвард пытается объяснить, что его оркестр не сможет выступать, но внезапно группа появляется позади него в униформе и с инструментами наготове, заставляя Сквидварда продолжить участвовать. Когда все входят в огромный стеклянный купол, Сквидвард оплакивает унижение, которое, как он уверен, ждёт его. Купол возвышается над футбольным стадионом, заполненным людьми-болельщиками. Сквидвард, всё еще опасаясь, что выступление обернётся катастрофой, нервно начинает дирижировать, но, к его со Сквилльямом удивлению, группа исполняет рок-балладу под названием «Sweet Victory», оказавшуюся очень успешной. На фоне этого Сквилльям впадает в состояние шока и падает в обморок, оставляя Сквидварда наслаждаться выступлением, заканчивая серию триумфальным прыжком.

## Роли
| Персонаж                   | Оригинальное озвучивание                   | Русский дубляж      |
| -------------------------- | ------------------------------------------ | ------------------- |
| Губка Боб Квадратные Штаны | Том Кенни (голос) Дэвид Глен Айсли (вокал) | Сергей Балабанов    |
| Патрик Стар                | Билл Фагербакки                            | Юрий Маляров        |
| Сквидвард Тентаклс         | Роджер Бампасс                             | Иван Агапов         |
| Юджин Крабс                | Клэнси Браун                               | Александр Хотченков |
| Сэнди Чикс                 | Кэролин Лоуренс                            | Нина Тобилевич      |
| Эвелин                     | Кэролин Лоуренс                            | Нина Тобилевич      |
| Миссис Пафф                | Мэри Джо Кэтлетт                           | Нина Тобилевич      |
| Нэнси                      | Сирена Ирвин                               | Нина Тобилевич      |
| Шелдон Планктон            | Мистер Лоуренс                             | Юрий Меншагин       |
| Доктор Гилл Гиллиам        | Роджер Бампасс                             | Юрий Меншагин       |
| Фред                       | Ди Брэдли Бейкер                           | Юрий Меншагин       |
| Ларри Лобстер              | Мистер Лоуренс                             | Вячеслав Баранов    |
| Сквильям Фенсисон          | Ди Брэдли Бейкер                           | Вячеслав Баранов    |
| Гарольд                    | Ди Брэдли Бейкер                           | Вячеслав Баранов    |
| Ведущий                    | Брэд Эбрелл                                | Вячеслав Баранов    |

## Производство
Серия «Оркестр недоумков» была написана К. Х. Гринблаттом, Аароном Спрингером и Мерриуизер Уильямс; Фрэнк Вэйсс взял роль анимационного режиссёра, К. Х. Гринблатт был главным раскадровщиком. Впервые данная серия была показана 7 сентября 2001 года в США на телеканале «Nickelodeon».
Сценаристы начали работать над серией с идеей конкурента. Мерриуизер Уильямс сказала: «Мы всегда хотели сделать конкурирующее шоу, и я думаю, что мы пытались сделать конкурирующее шоу для Губки Боба, и это не сработало. Поэтому мы придумали соперника для Сквидварда, и в некотором смысле данная серия — это история Сквидварда, а Губка Боб и Патрик „просто находятся рядом“». Когда художник-раскадровщик Карл Гринблатт вместе со сценаристами делал раскадровку, они подумали о «большом количестве персонажей» в конце, где все соберутся вместе со Сквидвардом. Сценаристы смогли найти музыку, так как у «Nickelodeon» есть большая библиотека музыки без роялти; они слушали различные мелодии марширующих оркестров. Однако песня Дэвида Глена Айсли «Sweet Victory» выделялась среди других треков в библиотеке. Гринблатт сказал: «Это было совсем не то, что мы искали, но это было так удивительно, что мы знали, что должны использовать данную песню. Мы включили раскадровку под музыку, и это было похоже на такой лучший конец, чем с любой песней, которую мы могли бы написать самостоятельно». Любимой ролью Гринблатта были рисунки Спрингера, изображающие Патрика на электрических барабанах, и пение Губкой Бобом отрывка «It’s the thrill of one more kill». В качестве кадров стадиона и толпы «Bubble Bowl» использовались архивные кадры игры Футбольной лиги Соединённых Штатов с участием команд «Memphis Showboats» и «Birmingham Stallions» 16 июня 1984 года. Песня «Sweet Victory» была позже выпущена в саундтреке мультсериала под названием «SpongeBob SquarePants: The Yellow Album» 15 ноября 2005 года.
Серия «Оркестр недоумков» была выпущена на DVD-дисках «SpongeBob SquarePants: Halloween» 27 августа 2002 года и «SpongeBob SquarePants: Home Sweet Pineapple» 4 января 2005 года. Она также вошла в состав DVD «SpongeBob SquarePants: The Complete 2nd Season», выпущенного 19 октября 2004 года, и «SpongeBob SquarePants: The First 100 Episodes», выпущенного 22 сентября 2009 года и состоящего из всех эпизодов с первого по пятый сезоны мультсериала.

## Отзывы критиков
«Оркестр недоумков» получил широкое признание среди поклонников мультсериала и критиков. После выхода эпизод был награждён и удостоен награды «Motion Picture Sound Editors» 2002 года. Том Кенни, актёр озвучивания Губки Боба, считает «Оркестр недоумков» одним из своих любимых эпизодов. В обзоре 2009 года Майкл Кэвна из «The Washington Post» поставил этот эпизод на 5-е место в своём списке «Пять лучших эпизодов „Губки Боба“: мы выбираем их». Он сказал: «Смесь художественных устремлений Сквидварда перед лицом подстрекательства, унижения и неумолимой суб-посредственности сделала этот эпизод детским, который взрослые могут испытать на совершенно другом уровне». «The Guardian» оценила «Оркестр недоумков» как вторую лучшую серию мультсериала после серии «Видеокурс для сотрудников „Красти Краба“». «Оркестр недоумков» был одним из лучших эпизодов, выбранных зрителями «Nick.com» в рамках мероприятия «The Best Day Ever Marathon», проведённого в 2006 году.